# Stadion MFK Ružomberok
Stadion MFK Ružomberok (słow. Štadión MFK Ružomberok) – stadion piłkarski na Słowacji w Rużomberku przy ulicy Žilinská cesta 21. Swoje mecze rozgrywa na nim drużyna MFK Ružomberok. 
Stadion pozbawiony jest trybun bocznych, a jego pojemność wynosi 4,817 widzów ("stara" trybuna zachodnia - 2517 miejsc, w tym 30 dla VIP-ów, oraz "nowa" trybuna zachodnia - 2300 miejsc, w tym 169 dla VIP-ów). Wyposażony jest on również w treningową pełnowymiarową płytę boiska ze sztuczną trawą oraz sztuczne oświetlenie o mocy 1400 luksów. Obydwie murawy mają pola gry o wymiarach 105 x 68 m.